# Jan Dvořáček
Jan Dvořáček (Žižkov, 29 gennaio 1898 – 18 novembre 1964) è stato un calciatore cecoslovacco, di ruolo attaccante.

## Carriera

### Nazionale
Debuttò il 13 novembre 1921 contro la Svezia un'amichevole nella quale giocò per tutti i 90 minuti e che terminò in un pareggio 2-2. Giocherà altre 11 volte segnando due reti alla Danimarca nel 3-0 finale, una rete contro la Jugoslavia, una contro la Svezia, una contro l'Italia, un'altra contro la Romania, una contro l'Ungheria e una tripletta contro la Jugoslavia. Si ritira dalla Nazionale il 23 ottobre 1927 contro l'Italia 2-2.

## Palmarès

### Giocatore

#### Club
- Campionato cecoslovacco: 1

Sparta Praga: 1925-1926

#### Individuale
- Capocannoniere del campionato cecoslovacco: 1

1925-1926 (32 gol)